# برنت بوكوالتر
برنت بوكوالتر (بالإنجليزية: Brent Bookwalter)‏ (و. 1984  م) هو راكب دراجة هوائية أمريكي، ولد في ألباكركي، شارك في طواف إسبانيا، وسباق طواف فرنسا 2010، وطواف إيطاليا 2014، وسباق طواف فرنسا 2011، وطواف فرنسا، وسباق طواف فرنسا 2013، وركوب الدراجات في الألعاب الأولمبية الصيفية 2016، مركز لعبه هو Rouleur ‏.

## التعليم
تعلم في Lees–McRae College ‏
.

## سجل الفوز

### سباقات أو مراحل فاز بها
| التاريخ        | السباق                                                       | المركز                                                                  |
| -------------- | ------------------------------------------------------------ | ----------------------------------------------------------------------- |
| 08 فبراير 2013 | طواف قطر 2013                                                | المركز الثاني                                                           |
| 08 سبتمبر 2013 | طواف ألبرتا 2013                                             | المركز الثاني                                                           |
| 09 أغسطس 2015  | طواف يوتا 2015                                               | الفائز في ترتيب النقاط، المركز الثالث                                   |
| 23 أغسطس 2015  | يو إس إيه برو تشالنج 2015                                    | المركز الثاني                                                           |
| 05 مارس 2016   | ستراد بينك 2016                                              | المرتبة 12 في التصنيف العام                                             |
| 22 مايو 2016   | طواف كاليفورنيا 2016                                         | المركز الثالث                                                           |
| 19 فبراير 2017 | طواف دو هوت فار 2017                                         | السابع في التصنيف العام                                                 |
| 30 أبريل 2017  | طواف يوركشاير 2017                                           | الرابع في التصنيف العام                                                 |
| 20 مايو 2017   | طواف كاليفورنيا 2017                                         | الرابع في التصنيف العام، السابع في تصنيف النقاط                         |
| 06 أغسطس 2017  | طواف يوتا 2017                                               | الخامس في التصنيف العام، الخامس في تصنيف النقاط، الثامن في تصنيف الجبال |
| 13 أغسطس 2017  | كولورادو كلاسيك 2017                                         | العاشر في تصنيف النقاط، السابع في التصنيف العام                         |
| 20 يونيو 2021  | سباق الطريق للرجال في بطولة الولايات المتحدة على الطريق 2021 | المركز الثاني                                                           |

## روابط خارجية
- برنت بوكوالتر على موقع الاتحاد الدولي للدراجات (الإنجليزية)
- برنت بوكوالتر على موقع أرشيف الدراجات (الإنجليزية)
- برنت بوكوالتر على موقع إحصائيات الدراجات الإحترافية (الإنجليزية)
- برنت بوكوالتر على موقع نسبة الدراجات (الإنجليزية)
- برنت بوكوالتر على موقع CycleBase (الإنجليزية)
- برنت بوكوالتر على موقع أوليمبيديا (الإنجليزية)